# Hylomyscus stella
Hylomyscus stella је врста глодара из породице мишева (лат. Muridae).

## Распрострањење
Ареал врсте Hylomyscus stella обухвата већи број држава у Африци. Врста има станиште у Судану, Нигерији, Камеруну, Кенији, Танзанији, Бурундију, Централноафричкој Републици, Републици Конго, ДР Конгу, Габону, Руанди, Уганди и Екваторијалној Гвинеји.

## Станиште
Станишта врсте су шуме и бамбусове шуме до 2.250 метара надморске висине.

## Угроженост
Ова врста није угрожена, и наведена је као последња брига јер има широко распрострањење.